# Hobbikert Magazin
A Hobbikert Magazin vagy Hobbikert.hu a kertművelést, kertészkedést népszerűsítő, egyben ismeretterjesztő kiadvány, a Média Online Kiadó gondozásában. Időszaki kiadvány jelleggel digitális formában jelenik meg, eseti kiadványa nyomtatott formában is elérhető volt 2014-ig. Folyamatos és napi frissítésű írásai a növénybarátok, kertbarátok és otthonukban kertészkedők érdeklődési körének megfelelők.

## Története
A Hobbikert.hu címen elérhető portál (Hobbikert magazin) 2007-ben jelent meg először egy Bálint György (kertészmérnök)-újságíró vezetésével alakult szerkesztőség szellemi termékeként. Alapításában segítséget nyújtott a Tudományos Ismeretterjesztő Társulat tagjaként tevékenykedő (2019-ben megszűnt) Nagyváthy János Ismeretterjesztő Egyesület. A kertészeti portál az alapításában résztvevők szándéka szerint önálló és szakmai kollektívát tudhat maga mögött. 2020-ban megalapították az 1KERT közösséget. A magazin főszerkesztői posztját 2010-től dr. Bálint András tölti be.  2020-ban több mint 3000 szerkesztőségi tartalmi egységgel rendelkezett, amelyek elsősorban növénytermesztési útmutatók, gyümölcsök, zöldségek, dísznövények és gyógynövények ismertetői, valamint szőlészeti és borászati bemutatók voltak. A portál a közösségi médiában igen jelentős követőtábort tudhat magáénak.
A szerkesztőség kiemelt feladatait kertészmérnök végzettségű újságírók, a Kertészeti és Élelmiszeripari Egyetem egykori hallgatói látják el. Az egyetem korábbi oktatói közül többen, közöttük Bálint János (kertészmérnök) is részt vesznek az írások és fotók elkészítésében. A cikkek első generációja a Budai Arborétum növényvilágát mutatta be. A magazin 2009-ben együttműködésre lépett a Nők Lapja Caféval, majd a Virágos Magyarország Mozgalom médiatámogatója lett. A portál segítségével több száz kertészeti ismeretterjesztő videó készült, amelyekre példa az alapító dr. Bálint György kerti gyümölcsfák metszését bemutató sorozata is.
A Hobbikert Magazin cikkeire sok hivatkozás született a megalakulása óta, többek között a Wikipédia növényeket bemutató írásaiban. Ennek oka a botanika, növénynemesítés és növénytermesztés területén képzett szerkesztők szakmai elismertsége.